# Liste der denkmalgeschützten Objekte in Schwarzau im Gebirge
Die Liste der denkmalgeschützten Objekte in Schwarzau im Gebirge enthält die 7 denkmalgeschützten, unbeweglichen Objekte der Gemeinde Schwarzau im Gebirge im niederösterreichischen Bezirk Neunkirchen.

## Denkmäler
| Foto |                 | Denkmal                                                                            | Standort                                                  | Beschreibung | Metadaten |
| ---- | --------------- | ---------------------------------------------------------------------------------- | --------------------------------------------------------- | --- | --- |
| ja   | Datei hochladen | Forstdirektion der Gemeinde Wien HERIS-ID: 80515 Objekt-ID: 94256                  | Graben 10 Standort KG: Schwarzau im Gebirge               | Ehemaliger Reithof im Ort Naßwald-Reithof, den der „Raxkönig“ Georg Hubmer Ende des 18. Jahrhunderts zu einem Wohn- und Bauernhaus ausbaute. 1906 kam er in den Besitz der Stadt Wien, die ihn als Sitz der Forstverwaltung nutzt. | BDA-Hist.: Q38173967 Status: § 2a Stand der BDA-Liste: 2025-06-30 Name: Forstdirektion der Gemeinde Wien GstNr.: .242/1                                                                              |
| ja   | Datei hochladen | Evang. Pfarrkirche A.B. mit Pfarrhaus HERIS-ID: 80517 Objekt-ID: 94258             | Graben 11 Standort KG: Schwarzau im Gebirge               | 1826 von Georg Hubmer in Naßwald als Volksschule und Bethaus erbaut, 1840 aufgestockt, 1910 Turm über bestehendem Erker aufgesetzt, Pastorat bis 1849 bei Mitterbach, dann Wien, seit 1861 selbstständig, biedermeierliche Anlage mit historistischem Nordturm                                                                               | BDA-Hist.: Q1334205 Status: § 2a Stand der BDA-Liste: 2025-06-30 Name: Evang. Pfarrkirche A.B. mit Pfarrhaus GstNr.: .249/1 Evangelische Pfarrkirche Naßwald                                         |
| ja   | Datei hochladen | Ehem. Hammerherrenhaus mit Wirtschaftsgebäude HERIS-ID: 80512 Objekt-ID: 94253     | Gegend 20 Standort KG: Schwarzau im Gebirge               | 1855 erbautes Herrenhaus des aufgelassenen Hammerwerkes Im Baumgarten; zweigeschoßig mit Walmdach und übergiebeltem Mittelrisalit. | BDA-Hist.: Q38173957 Status: § 2a Stand der BDA-Liste: 2025-06-30 Name: Ehem. Hammerherrenhaus mit Wirtschaftsgebäude GstNr.: .142/1                                                                 |
| ja   | Datei hochladen | Kaiser Franz Joseph-Kapelle HERIS-ID: 80522 Objekt-ID: 94264                       | Markt 4, gegenüber Standort KG: Schwarzau im Gebirge      | Im Markt bei der Kirche. Zum Regierungsjubiläum Kaiser Franz Josephs I. 1908 erbaut. Ein neugotischer Rechteckbau mit Halbwalmdach und Eckstrebepfeilern. | BDA-Hist.: Q38174003 Status: § 2a Stand der BDA-Liste: 2025-06-30 Name: Kaiser Franz Joseph-Kapelle GstNr.: 1880/2 Kaiser Franz Joseph-Kapelle (Schwarzau im Gebirge)                                |
| ja   | Datei hochladen | Kath. Pfarrkirche hl. Nikolaus mit Kirchhofmauern HERIS-ID: 80523 Objekt-ID: 94265 | Markt 71 Standort KG: Schwarzau im Gebirge                | Im Markt. Barockisierter, im Kern spätromanischer Chorquadratsaal aus dem 2. Viertel des 13. Jahrhunderts mit Strebepfeilern und vorgestelltem barocken Westturm von 1715/17. 1220 landesfürstlich, 1250/60 erstmals urkundlich erwähnt, 1529 Brandschatzung durch die Türken, ab 1595 Patronat der Hoyos, 1569 Bestätigung der Pfarrrechte. | BDA-Hist.: Q38174011 Status: § 2a Stand der BDA-Liste: 2025-06-30 Name: Kath. Pfarrkirche hl. Nikolaus mit Kirchhofmauern GstNr.: .130, 421/2 Pfarrkirche Schwarzau im Gebirge                       |
| ja   | Datei hochladen | Evang. Friedhof mit Friedhofskapelle HERIS-ID: 80516 Objekt-ID: 94257              | Graben 106, in der Nähe Standort KG: Schwarzau im Gebirge | Der Friedhof in Naßwald-Reithof wurde unter Georg Hubmer, dem „Raxkönig“ 1833 errichtet und er war auch der Erste, der darin bestattet wurde. Weitere Persönlichkeiten, die auf dem Friedhof bestattet sind: Daniel Innthaler (Bergführer), Ritter von Gall (niederösterreichischer Landstand).                                              | BDA-Hist.: Q38173978 Status: § 2a Stand der BDA-Liste: 2025-06-30 Name: Evang. Friedhof mit Friedhofskapelle GstNr.: 878/2 Evangelischer Friedhof Naßwald                                            |
| ja   | Datei hochladen | Teil der 1. Wiener Hochquellenleitung HERIS-ID: 111357 Objekt-ID: 129173           | Standort KG: Schwarzau im Gebirge                         | Die I. Wiener Hochquellenwasserleitung ist ein Teil der Wiener Wasserversorgung und war die erste Versorgung von Wien mit einwandfreiem Trinkwasser. Die Quellen des oberen Schwarzatals wurden erst in den mittleren 1890ern an die 1873 eröffnete Leitung angeschlossen.                                                                   | BDA-Hist.: Q19971413 Status: Bescheid Stand der BDA-Liste: 2025-06-30 Name: Teil der 1. Wiener Hochquellenleitung GstNr.: 913/1, 934/12, 934/7, 935/2, 938/3, .444, .451, 971/1, 1066, 1077/1, 904/1 |